# 최윤경
최윤경(崔允瓊, 1975년 1월 21일 ~ )은 대한민국의 아나운서이다. 2000년 KBS 공채 26기로 입사하였다.

## 경력
- 2000년 : KBS 26기 공채 아나운서 입사
- 2023년 11월 ~ 2024년 12월 : KBS 편성본부 아나운서실 아나운서1부장

## 출연 프로그램

### 뉴스
- KBS 1TV KBS 뉴스광장 (평일 : 2001년 4월 30일 ~ 2001년 11월 3일)
- KBS 1TV KBS 정오뉴스 (2004년 11월 1일 ~ 2005년 4월 29일)
- KBS 1TV KBS 뉴스 네트워크 (2001년 시보자)
- KBS 1TV KBS 930 뉴스 (정규 앵커 : 2005년 5월 2일 ~ 11월 30일, 2017년 11월 20일 ~ 2018년 4월 20일 / 대리 진행 : 2015년 ~ 10월 19일 ~ 10월 23일, 2016년 5월 16일 ~ 5월 20일)
- KBS 1TV KBS 뉴스 5 : (정규 앵커 2002년 7월 2일 ~ 2003년 6월 20일 / 2006년 11월 20일 ~ 2008년 10월 3일 / 2010년 7월 19일 ~ 2013년 4월 5일
- KBS 2TV 《KBS 8 뉴스타임 - 인터넷뉴스 TOP10》 (2004년 11월 2일 ~ 2005년 4월 29일)
- KBS 1TV KBS 뉴스 7 (임시진행 : 2015년 12월 8일 ~ 12월 11일)
- KBS 2TV 지구촌 뉴스 (임시진행 ): 2016년 9월 19일 ~ 9월 23일
- KBS 2TV KBS 2시 뉴스타임 (임시진행): 2017년 5월 29일

### 시사교양 프로그램
- KBS 2TV TV 생활법정
- KBS 2TV TV 클리닉 당신의 건강은
- KBS 1TV 전국은 지금
- KBS 1TV TV 비평 시청자 데스크 - 시청자의 눈

### 드라마 프로그램
- KBS 2TV 부부클리닉 사랑과 전쟁 - 아나운서 역

### 라디오 프로그램
- KBS 제3라디오 건강 365 (2013년 10월 27일 ~ 2014년 4월 6일, 2017년 7월 31일 ~ 2023년 11월 26일, 2025년 4월 7일 ~ 현재)
- KBS 제3라디오 우리는 한가족
- KBS 제3라디오 최윤경의 음악편지
- KBS 제1FM 새아침의 클래식
- KBS 제1FM 저녁의 클래식
- KBS 제1라디오 함께하는 세상
- KBS 제1라디오 KBS 제1라디오 뉴스
- KBS 제1라디오 KBS 제1라디오 아침종합뉴스
- KBS 제1라디오 KBS 제1라디오 정오종합뉴스
- KBS 제2라디오 KBS 제2라디오 정시 뉴스
- KBS 제2라디오 KBS 제2라디오 정오종합뉴스
- KBS 제2라디오 KBS 제2라디오 저녁종합뉴스
- KBS 제3라디오 KBS 제3라디오 뉴스
- KBS 한민족방송 자유를 찾아 온 사람들